# Цзян Цзиншань
Цзян Цзиншань (кит. 姜景山, пиньинь Jiāng Jǐngshān ; февраль 1936, Лунцзин - 27 июня 2021, Пекин) - китайский аэрокосмический инженер,  директор Центра космических наук и прикладных исследований Китайской академии наук, заместитель главного конструктора Лунной программы Китая, аэрокосмический эксперт китайской Программы 863, академик Китайской инженерной академии и Международной Евразийской академии наук, член Комитета по космическим исследованиям.

## Биография
Цзян имеет корейское происхождение и родился 8 февраля 1936 года в Лунцзине, в то время входящего в состав Маньчжоу-Го. Окончил Ленинградский электротехнический институт (1956-1962). В годы культурной революции был репрессирован как корейский и советский шпион.
Участвовал в создании первого китайского спутника Дунфан Хун-1. Основал Национальную лабораторию микроволнового дистанционного зондирования Китая (NMRS) Китайской академии наук.

## Научные интересы
Научные интересы Цзян были сосредоточены в области создания аэрокосмической техники и особенно в области микроволнового дистанционного зондирования территории Китая из космоса. Руководимая им лаборатория разработала новые типы датчиков, такие как датчик модулированного микроволнового излучения, трёхмерный панорамный альтиметр и синтетический апертурный радиометр.